# Sevdalinka
Sevdalinka ([seʋdǎliːŋka]), conosciuta anche come sevdah, è un genere musicale popolare della Bosnia ed Erzegovina. La Sevdalinka è parte integrante della cultura bosniaca anche se il suo genere è diffuso in tutta la regione della ex Jugoslavia inclusa Croazia, Macedonia, Montenegro e Serbia. I compositori di Sevdalinka sono per lo più sconosciuti dato che si tratta di musica tradizionale.
Da un punto di vista musicale, la Sevdalinka è caratterizzata da un lento o moderato ritmo unita ad una melodia intensa ed emotiva. Le canzoni Sevdalinka sono molto elaborate, cariche d'emozione e solitamente sono cantante con passione e fervore. La combinazione di elementi orientali, europei e sefarditi distingue questo genere dagli altri esempi di musica popolare balcanica. La Sevdalinka ha alcuni elementi in comune con altri generi folk dei Balcani (tratti molto cupi e toni in scala minore) ma si differenzia per l'ampio ricorso ad intervalli in seconda minore. In generale, le melodie sono conosciute per lasciare nell'ascoltatore un forte sentimento di malinconia.
Di solito è il cantante ad imporre il ritmo ed il tempo della canzone e questi possono subire forti variazioni all'interno dello stesso brano. Tradizionalmente, la Sevdalinka è cantata da donne in quanto considerate più affini al tema dell'amore, della nostalgia e degli amori frustrati. In alcuni testi si accenna al desiderio fisico provato nei confronti dell'amato mentre in altri brani sono presenti elementi comici. Non mancano, però, le Sevdah scritte e interpretate da uomini. In origine erano eseguite senza l'avallo di strumenti e per questo motivo la melodia era molto elaborata. Come per molti altri antichi stili popolati, possiamo solo immaginare quali fossero le melodie originali degli strumenti che accompagnavano la voce, dato che tali speculazioni sono pienamente allineate al sistema cromatico occidentale mentre gli stili orientali usano spesso degli intervalli più piccoli di un semitono. Nelle moderne esibizioni il cantante è accompagnato da una piccola orchestra in cui compare la fisarmonica (come strumento principale), il violino, chitarra con corde di nylon e/o altri strumenti tra cui si può trovare il flauto o il clarinetto (come oud, saz e la sarrgija) contrabbasso e percussioni. Nelle moderne esibizioni quasi sempre si può udire tra i versi un assolo di violino o fisarmonica.

## Etimologia
La parola deriva dal turco sevda che a sua volta deriva dalla parola araba sawda (che significa "bile nera", la radice s-w-d significa "nero"). Nell'antichità i medici consideravano la bile nera un umore corporeo, insieme alla bile gialla, il sangue e la flemma e credevano che questi sovraintendessero il controllo dei sentimenti e delle emozioni umane. Successivamente il medico greco Galeno ipotizzò che l'eccesso di uno di questi umori condizionasse la personalità. L'eccesso di bile nera, per esempio, rendeva la persona malinconica. Nella lingua turco ottomana però sevda non significa semplicemente bile nera: descrive, infatti, anche la condizione di essere amati e quello di innamoramento, ed in particolare si riferisce all'intensa malinconia associata all'amore non corrisposto. Ciò è connesso con la parola persiana سودازده, che significa "malinconico" ed "innamorato". Il termine svedah aveva queste due accezioni quando arrivò in Bosnia attraverso gli ottomani. Oggi è una suggestiva parola bosniaca che significa soffrire e desiderare (un amore, un luogo, un istante) ed esprime allo stesso tempo una sensazione gioiosa e dolorosa. È il tema principale della Sevdalinka.
Gli abitanti della Bosnia utilizzano la parola "Sevdalinka" e "Sevdah" in modo intercambiabile, anche se il termine sevdah ha anche altri significati. Saudade, il concetto centrale nel genere portoghese fado, è stata ugualmente utilizzata per secoli in ambito medico sia in Andalusia che nell'Impero ottomano. La parola malinconia deriva dal greco melan kholé che significa bile nera.

## Origine e storia
Le origini della Sevdalinka non sono certe, anche se si conosce la data di arrivo degli ottomani nei Balcani. Le influenze sefardite e andaluse sono legate all'arrivo di rifugiati ebrei nella Bosnia Ottomana.
La prima storica menzione di Sevdalinka si trova in "Bolest Muje Carevića" (La malattia di Mujo Carević), che si presume essere stata scritta intorno al 1475. Un altro documento in cui viene citata la Sevdalinka è dell'anno 1574 quando un italiano che attraversò la città bosniaca di Visoko la descrive come "una canzone triste cantata dai locali" che li trasmise un senso di malinconia. All'inizio dell'XI secolo un duca di Spalato fece riferimento ad una canzone che cantava dell'amore proibito tra una ragazza cristiana di nome Mara Vornić ed un ragazzo musulmano di nome Fadil e Adel/Adil (e altri nomi).
All'inizio del XIX secolo la poetessa bosniaca Umihana Čuvidina ha fortemente contribuito allo sviluppo di Sevdalinka grazie ai suoi poemi che avevano come tema il suo amore perduto.

## Cantanti
Un paio di cantanti notevoli di Sevdalinka degli anni venti, trenta e quaranta sono stati Rešad Bešlagić e Vuka Šeherović. Poco prima della fine della Seconda Guerra Mondiale venne fondata Radio Sarajevo e questa ingaggiò alcuni dei più noti Sevdalije (i cantanti di Sevdalinka) tra cui Zaim Imamović nel 1945, Himzo Polovina nel 1953, Beba Selimović nel 1954, Safet Isović nel 1955 e Zehra Deović nel 1960. Nada Mamula fu ingaggiata da Radio Beograd nel 1946. Altri tra cui, Emina Zečaj, Hanka Paldum e Meho Puzić firmarono dei contratti con questa azienda o altre, tra cui Jugoton, Diskoton o altre case discografiche.
Anche se di solito sono cantate da artisti bosniaci, le Sevdalinka si sono fatte largo anche tra alcuni artisti "mainstream". Le Sevdalinka sono state interpretate da Josipa Lisac, Željko Bebek, Ibrica Jusić, Jadranka Stojaković, Toše Proeski, e Zdravko Čolić.
Negli anni novanta si formò a Mostar la band Mostar Sevdah Reunion. All'inizio degli anni 2000 divennero molto popolari sulla scena musicale mondiale ricevendo svariati premi per le loro interpretazioni di Sevdalinka (che fonda la Sevdalinka con altri stili musicali contemporanei tra cui il jazz, rock e funk) e facendo conoscere a molte persone all'esterno della Bosnia il genere della Sevdalinka. Ugualmente popolare oggi è Amira Međunjanin definita dal giornalista musicale e autore Garth Wainwright la "Billie Holiday della Bosnia"